# The Damned
A The Damned (jelentése: "A megvertek", "Az átkozottak") brit punk/rock együttes.

## Története
A zenekar 1976-ban alakult meg Londonban. Dave Vanian, Captain Sensible és Rat Scabies a Masters of the Backside nevű együttesben játszottak a The Damned megalakulása előtt. Első kiadványuk a klasszikus "New Rose" kislemez volt 1976-ban, első stúdióalbumukat 1977-ben jelentették meg. Lemezkiadóik: Stiff Records, Chiswick Records, Bronze Records, Toshiba Records, Nitro Records, English Channel, MCA Records. A Damned a punk rock műfaj egyik korai és legismertebb képviselőjének számít, a honfitárs Sex Pistols és The Clash, illetve az amerikai Ramones zenekarokkal együtt.
Annak ellenére, hogy 1977-ben megjelent első lemezüket pozitív kritikákat kapott, és mára sokan klasszikusként tekintenek rá, ugyanebben évben piacra dobott második albumukat viszont sokan csalódásnak érezték. A Sounds magazinban megjelent kritika szerint a Damned második lemeze az "első albummal szerzett siker újrahasznosítása, néhány változtatással". Az együttes nem is játszik dalokat erről a lemezről koncertjeik során. A Trouser Press szerint az album "nem illik a címéhez". Ez az album vezetett továbbá a Damned első feloszlásához is.
Bár a The Damned a punk rock műfaj egyik úttörőjének számít, harmadik albumuktól kezdve áttértek a gótikus rock, post-punk, pszichedelikus rock, new wave és alternatív rock stílusokra is.
A Damned Machine Gun Etiquette című albuma szerepel az 1001 lemez, amelyet hallanod kell, mielőtt meghalsz című könyvben.

## Tagok
Jelenlegi tagok
- Dave Vanian (David Lett) – ének (1976–)
- Captain Sensible (Raymond Burns) – gitár, vokál (1979–84, 1988–92, 1996–), billentyűk (1979–81), basszusgitár (1976–78)
- Paul Gray – basszusgitár, vokál (1980–83, 1989–92, 1996, 2017–)
- Monty Oxymoron – billentyűk, vokál (1996–)

## Lemezek
- Damned Damned Damned (1977)
- Music for Pleasure (1977)
- Machine Gun Etiquette (1979)
- The Black Album (1980)
- Strawberries (1982)
- Phantasmagoria (1985)
- Anything (1986)
- Not of this Earth (1995)
- Grave Disorder (2001)
- So, Who's Paranoid? (2008)
- Evil Spirits (2018)